# João Gomes da Silveira Mendonça
João Gomes da Silveira Mendonça, 1º e único visconde de Fanado e marquês de Sabará, (Minas Gerais, 1781 — 2 de julho de 1827) foi um militar e político brasileiro.
Assentou praça em 28 de março de 1801 no regimento de cavalaria em Minas Gerais. Como alferes seguiu para a Europa para ampliar seus estudos. Promovido a tenente e depois a capitão, retornou ao Brasil.
Em 1816 foi promovido a coronel. Em 1821 representou Minas Gerais na Assembleia Constituinte em Portugal. Em 18 de março de 1822 foi nomeado inspetor da Fábrica de Pólvora da Estrela. Em 1822 foi eleito deputado para a Assembleia Constituinte convocada por Dom Pedro I.
Foi nomeado ministro da Guerra em 19 de novembro de 1823, quando foi agraciado com o título de visconde de Fanado. Como conselheiro de Estado foi um dos responsáveis pela constituição de 1824. Em 26 de julho de 1826 deixou o cargo de ministro.
Escolhido no mesmo ano senador do Império do Brasil, por Minas Gerais, quando da criação do senado, em 1826. A 4 de maio do mesmo ano foi agraciado com o título de marquês de Sabará.
Foi dignitário da Imperial Ordem do Cruzeiro.

## Fonte de Referência
- SILVA, Alfredo P.M. Os Generais do Exército Brasileiro, 1822 a 1889, M. Orosco & Co., Rio de Janeiro, 1906, vol. 1, 949 pp.